# فرانتیشک کوچرا
فرانتیشک کوچرا (انگلیسی: František Kučera؛ زادهٔ ۳ فوریهٔ ۱۹۶۸) بازیکن هاکی روی یخ اهل جمهوری چک بود.
از باشگاه‌هایی که در آن بازی کرده‌است می‌توان به ونکوور کناکز و فیلادلفیا فلایرز اشاره کرد.